# Antonio Ruiz-Pipó
Antonio Ruiz-Pipó (Granada, España, 7 de abril de 1934 - París, Francia, 17 de octubre de 1997) fue un compositor de música clásica, pianista y musicólogo español.

## Biografía

### Infancia y juventud
Pipó nació en Granada. Siendo muy niño recibió las primeras impresiones musicales del cante flamenco. En 1936, al comienzo de la Guerra Civil, su padre fue detenido por miembros del bando sublevado y desapareció. Su familia se trasladó a Barcelona siendo él todavía un niño. En esta ciudad se formó musicalmente. Ingresó en la Escolanía Nuestra Señora de la Merced y seguidamente en la Academia Granados, donde estudió piano con Alicia de Larrocha y composición con Xavier Montsalvatge y Manuel Blancafort en el Conservatorio Municipal de Música de Barcelona.
En 1949 recibió la beca Manuel de Falla del Ayuntamiento de Granada, comenzando así a los quince años su carrera como concertista de piano. Muy pronto comenzó a componer sus primeras obras pianísticas, como Suite grotesca (1950) y Tres danzas del Sur (1951), que le dieron a conocer en el llamado Círculo Manuel de Falla de Barcelona, el cual organizaba desde 1947 conciertos con obras contemporáneas en el Instituto Francés de Barcelona. Ruiz-Pipó fue uno de los más jóvenes miembros del grupo, en el que se hallaban músicos como Joan Comellas, Josep Cercós, Josep Maria Mestres Quadreny, Albert Blancafort, Manuel Valls, Emilia Fadini y escritores como Juan Eduardo Cirlot. El magisterio de Cristòfor Taltabull fue decisivo en una buena parte de ellos.

### Etapa parisina
En 1951, el gobierno francés le otorgó una beca para cursar estudios en París, donde fijó su residencia, aunque continuó realizando numerosos viajes a Barcelona, manteniendo su vinculación con el Círculo Manuel de Falla.
En la capital francesa, además de continuar con su carrera como intérprete, amplió conocimientos con Yves Nat y Alfred Cortot. También estudió composición y orquestación con Salvador Bacarisse y más tarde con Maurice Ohana.
Como intérprete tocó en recitales y como solista en las más importantes salas de concierto de Europa y de América, actuando con grandes orquestas bajo la dirección de maestros como Charles Mackerras, Gilbert Amy, Pierre Dervaux, Antonio de Almeida, Antoni Ros Marbá y otros. No grabó sus propias obras, pero sí las de otros autores, interesándose especialmente por la historia de la música española, desde el Padre Soler a Isaac Albéniz.
Como compositor, escribió especialmente piezas para guitarra, debido a que en su juventud tocaba un poco este instrumento y lo conocía bien. Una de estas obras fue el concierto Tablas (1975), creado específicamente para el guitarrista Narciso Yepes, que también incluyó en su repertorio el concertino Tres en raya (1979) y las piezas Canción y danza y Estancias. Ruiz-Pipó dejó asimismo composiciones breves para arpa, piano, cuartetos de cuerda, canciones y la pieza sinfónica El libro de Lejanía.
Como musicólogo, compaginó su trabajo con la investigación musical española. Rescató numerosas obras escritas para clave de los siglos XVII y XVIII. Publicó numerosos trabajos musicológicos siendo colaborador del New Grove Dictionary of Music and Musicians.
Desde 1958 empezó a diseñar programas musicales para Radio Canadá-Quebec, Radio France y Radio Nacional de España, una labor que le permitió ingresar en 1962 como profesor en la École Normale de Musique y en el Conservatorio de Música de París.

## Estilo musical
Su música es siempre tonal. Su tratamiento y la armonización de su material temático es sofisticado, aunque con frecuencia suena aparentemente simple, y se caracteriza por sus fuertes contrastes de humor y color.
Sentía especial devoción por Isaac Albéniz y Manuel de Falla. Siguió a este último en la búsqueda de antiguas raíces musicales y eliminación de todo lo accesorio.

## Composiciones
- Suite grotesca (1950)
- Tres danzas del Sur (1951)
- Endecha para arpa sola (1975)
- Concierto para guitarra y orquesta Tablas (1975)
- Concertino para guitarra y orquesta Tres en raya (1979)
- Canción y danza para guitarra
- Estancias
- Homenaje a Cabezón para guitarra
- Variaciones sobre un tema gallego para piano (1984)
- El libro de Lejanía
- Concierto para piano e instrumentos de viento
- Concierto para guitarra y orquesta nº 3, en memoria de Narciso Yepes